# Bleber (Cluwak)
Bleber is een bestuurslaag in het regentschap Pati van de provincie Midden-Java, Indonesië. Bleber telt 1595 inwoners (volkstelling 2010).